# Flanellhemd

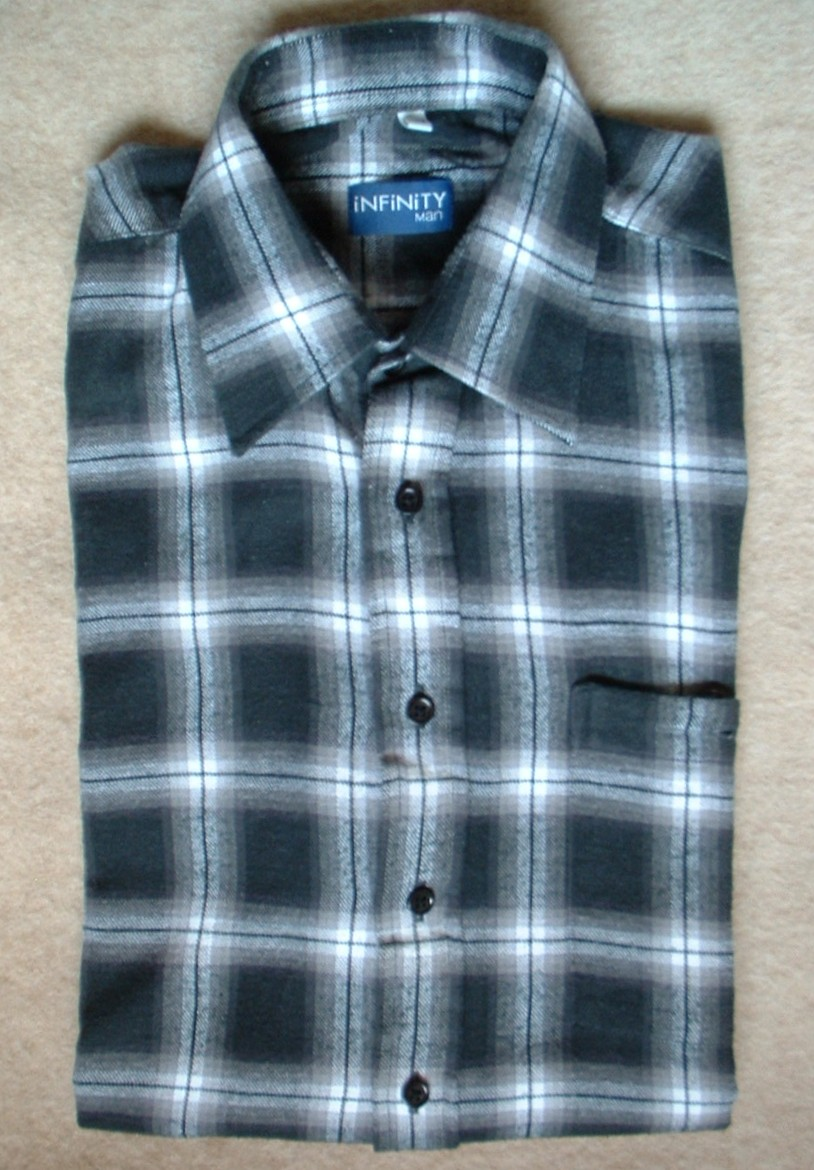
Flanellhemd

Flanellhemden sind Hemden, die sich durch den Flanell-Stoff und einen speziellen Schnitt auszeichnen.
Ursprünglich wurden Flanellhemden in Nordamerika als Arbeitshemden produziert, vor allem für Land- und Waldarbeiter, woher die Bezeichnung Holzfällerhemd stammt. Ähnlich wie die häufig in Kombination mit Flanellhemden getragenen Jeanshosen entwickelten sie sich zum gängigen Bestandteil von Freizeitbekleidung.
Heute werden Flanellhemden normalerweise aus Baumwollflanell gefertigt und werden überwiegend der Freizeitmode zugerechnet. Da sie wärmer und strapazierfähiger als Hemden aus glattem Stoff sind, werden sie besonders zu Aktivitäten im Freien (z. B. Wandern) getragen. Kräftige Farben wie rot oder blau sind nicht selten; kariert als Musterung darf als klassisch gelten. Baumwollflanell ist ein pflegeleichtes Material, geeignet für die Maschinenwäsche nach jeweiliger Anleitung. Flanellhemden werden heute zudem oft in bügelfreier Variante angeboten.

## Popkultur

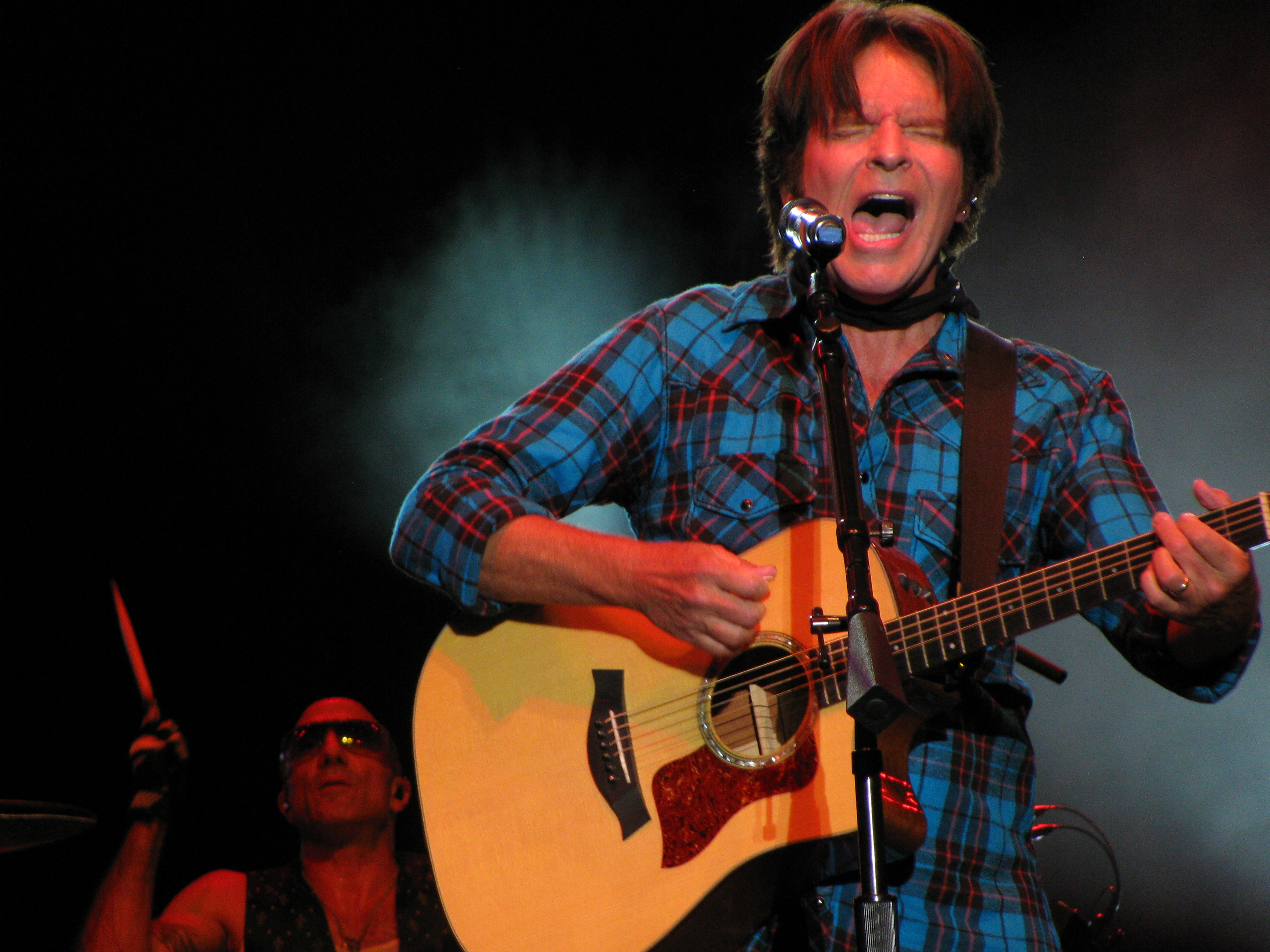
John Fogerty mit Flanellhemd, Ottawa 2011

Flanellhemden erfreuten sich bei vielen Künstlern, vor allem Musikern, großer Beliebtheit. So schrieb z. B. die österreichische Tageszeitung Die Presse über John Fogerty, dass dieser auf keinem Bild ohne kariertes Flanellhemd zu sehen sei. Im Country-Rock repräsentieren Flanellhemden vielfach Landarbeit und gelten als zeitlos.
In den späten 1980er und frühen 1990er Jahren war das Flanellhemd auch Teil des Tramp-Looks einiger Grunge-Bands, etwa von Nirvana, Pearl Jam oder Alice in Chains.
Diesen Trend nahm der Musiker Mike Watt (u. a. Minutemen, fIREHOSE) schon Anfang der 80er Jahre vorweg.
Bis heute erfreut sich das Flanellhemd in der Indie-Rock- und Singer-Songwriter-Szene um Bands wie Band of Horses, Fleet Foxes, Yeasayer, The Films und Iron & Wine großer Beliebtheit. Auch dabei verweist es auf die Wanderarbeiter-Kultur des amerikanischen Mittelwestens.